# Francesco Guasco
Giovanni Francesco Antonio Guasco, in tedesco Franz von Guasco, conte di Clavières (Torino, 15 agosto 1708 – Königsberg, 23 marzo 1763), è stato un nobile e generale italiano al servizio dell'esercito imperiale.

## Biografia
Francesco Guasco, membro di un'antica famiglia di Alessandria - e appartenente al ramo cadetto, trasferitosi a Bricherasio, dei Guasco conti di Clavières - nacque da Francesco Bartolomeo (*1675 †1742), giureconsulto e intendente del re Vittorio Amedeo II di Savoia, e da Maria Anna Margherita Turinetti (*1685 †1733), dei marchesi di Priero e Pancalieri. Fu secondogenito di sei figli, tre maschi e tre femmine. Ebbe due fratelli minori, il quartogenito Giovanni Battista Ottaviano, celebre amico di Montesquieu, e il penultimo Pier Alessandro. Con Pier Alessandro, oltre a condividere la vita militare, ottenne, mediante il pagamento di Lire 13.000, la contea di Clavières il 17 maggio 1747. 

### Periodo russo
A causa di contrasti con il marchese d'Ormea, abbandonò la sua patria insieme ai suoi fratelli e, nel 1738, partirono alla volta di Parigi per intraprendere la carriera militare. Si unì, cadetto, al Russkaja imperatorskaja armija, prendendo parte a diverse campagne militari e partecipando alla guerra russo-svedese.

### Periodo austriaco
Nel 1752, all'età di 41 anni, entrò al servizio dell'esercito imperiale come maggior generale. Le sue ampie conoscenze militari gli guadagnarono la fiducia dell'imperatrice Maria Teresa, che lo nominò comandante in capo durante la guerra dei sette anni. Si distinse nelle battaglie di Kolín, Breslavia e Moys, guidando i granatieri della Guardia Imperiale. Il 2 febbraio 1758 fu promosso a Luogotenente Maresciallo di Campo e ricevette la croce di cavaliere dell'Ordine militare di Maria Teresa.
Nel 1759 fu nominato governatore di Dresda e nel 1760 riuscì ad ottenere la resa del nemico con grande abilità, poco prima dell'arrivo dei soccorsi del re Federico II di Prussia. Durante l'assedio riuscì ad aumentare la guarnigione a 10.000 uomini, respingendo così l'attacco. Nel 1761, impedì all'esercito prussiano di raggiungere l'esercito imperiale in Franconia. Il 6 novembre 1762, venne decorato con la Gran Croce dell'Ordine militare di Maria Teresa per la celebre difesa di Schweidnitz, durante la battaglia di Burkersdorf, resistendo per 63 giorni all'assalto degli avversari. Il 9 ottobre dovette però arrendersi, avendo esaurito ogni mezzo di difesa. Venne fatto prigioniero assieme ai suoi soldati e trasportato a Königsberg.
Federico II, alla guida dei suoi ufficiali durante il passaggio dei prigionieri, rivolgendosi a Guasco disse: « Signore, avete dato a tutti coloro che devono difendere una fortezza l'esempio più bello che si possa dare e il vostro coraggio mi ha fatto perdere 8.000 uomini ». Durante la sua prigionia, Maria Teresa inviò a Francesco la gran croce del suo Ordine, come accennato in precedenza, e lo nominò feldzeugmeister.
Pochi giorni prima della liberazione dei prigionieri, Guasco fu colpito da un ictus mentre era a tavola e spirò il 23 marzo 1763, all'età di 53 anni. Fu sepolto nella chiesa cattolica di Königsberg accompagnato dalla seguente lapide:
(Cfr. Francesco Guasco di Bisio, tav. IX)

### Stato di servizio
Di seguito lo stato di servizio, del feldzeugmeister Francesco Guasco sotto Maria Teresa:
- Tenente colonnello, 7 febbraio 1744
- Colonnello, 22 dicembre 1745
- Generale d'artiglieria, 17 febbraio 1752
- Colonnello agli avamposti, 31 luglio 1752
- Tenente maresciallo di campo, 2 febbraio 1758

### Presunto matrimonio
Vicenda controversa è quella riguardante il presunto matrimonio di Francesco Guasco. Esiste una documentazione, presentata dal (sedicente) pronipote Pietro Uberto Antonio Guasco alla Consulta araldica, in merito ad un matrimonio celebrato il 2 agosto 1746 ad Aachen tra Francesco Guasco e Maria Anna Geltrude Hendricks von Schotz, figlia di Pietro Daniele e Maria Clara Schincks. Tuttavia, diversi documenti indicano che il conte Francesco Guasco potrebbe non essere mai stato sposato. I documenti citati erano in possesso del professor Luigi Cesare Bollea, discendente diretto ed erede per linea femminile dei Molineri, la famiglia di cui faceva parte il cognato del conte Giovanni Francesco Guasco, Michele Molineri. Si trascrivono di seguito gli estremi dei documenti:
1. una lettera della Cancelleria dell'Ordine militare di Maria Teresa, datata 16 marzo 1911 e indirizzata a Cesare Bollea, dichiara che non esiste una moglie del conte Francesco;
2. un atto di notorietà redatto dal notaio Giuseppe Belmondo di Bricherasio il 2 ottobre 1781 dichiara che il conte Giovanni Francesco fosse celibe al momento della sua morte;
3. in una lettera originale del conte Giovanni Francesco indirizzata al cognato Michele Molineri il 16 gennaio 1718 - cioè due mesi dopo la nascita accettata dalla Consulta Araldica Italiana del figlio Francesco Carlo Giuseppe - non menziona né la moglie né il figlio,ma si fa riferimento agli altri parenti;
4. il codice Eloge historique de Jean François Antoine Comte de Guasco del XVIII secolo - già posseduto dai Guasco marchesi di Castelletto e regalato al prof. Bollea dall'ultima erede di costoro, la contessa Clementina Malabalia il 10 ottobre 1911 - a pag. 148 afferma del conte Francesco Guasco: « Quoi que non insensible aux charmes de la tendresse, ceux de la liberté l'avaient toujours tenú eloigné de lier aucun engagement serieux avec de femmes, son expression etait qu'il fallait vivre a la journée, à plus forte raison avait il eté tout sa vie eloigne des engagemens du mariage. »[6];
5. nell'albero genealogico degli Hendricks, Maria Anna figura nubile[7].
6. la Legazione dei Paesi Bassi, con lettera n. 152 datata 8 marzo 1913 inviata a Cesare Bollea, fornisce una copia dell'inchiesta condotta per ordine del governo olandese nel 1881 dal giudice Rendorp. Da questa inchiesta risulta che i registri battesimali di Valkenburg furono falsificati, e presso l'alta corte della nobiltà olandese non risultano conti Guasco in Olanda[3];
7. nel certificato di morte di Maria Anna Hendricks, non viene menzionato il cognome Guasco[8].

## Ascendenza
|                                 |                                 |                                             | Genitori                            |  |  | Nonni              |  |  | Bisnonni   |  |
|                                 |                                 |                                             |                                     |  |  | Giovanni Francesco |  |  | Bartolomeo |  |
|                                 |                                 |                                             |                                     |  |  | Giovanni Francesco |  |  | Bartolomeo |  |
|                                 |                                 | Anna Maria ?                                |                                     |  |  | Giovanni Francesco |  |  |            |  |
| Francesco Bartolomeo            |                                 |                                             |                                     |  |  | Giovanni Francesco |  |  |            |  |
|                                 |                                 | Caterina Amedei di Barge                    | ?                                   |  |  |                    |  |  |            |  |
|                                 |                                 | Caterina Amedei di Barge                    | ?                                   |  |  |                    |  |  |            |  |
|                                 |                                 | Caterina Amedei di Barge                    | ?                                   |  |  |                    |  |  |            |  |
| Francesco Guasco                |                                 | Caterina Amedei di Barge                    |                                     |  |  |                    |  |  |            |  |
|                                 | Ercole Giuseppe Luigi Turinetti | Giorgio Turinetti                           |                                     |  |  |                    |  |  |            |  |
|                                 | Ercole Giuseppe Luigi Turinetti | Giorgio Turinetti                           |                                     |  |  |                    |  |  |            |  |
|                                 | Ercole Giuseppe Luigi Turinetti | Maria Violante Valperga di Rivara           |                                     |  |  |                    |  |  |            |  |
| Maria Anna Margherita Turinetti | Ercole Giuseppe Luigi Turinetti |                                             |                                     |  |  |                    |  |  |            |  |
|                                 |                                 | Diana Francesca Saluzzo di Cardè e Garessio | Giacinto di Saluzzo-Miolans-Spinola |  |  |                    |  |  |            |  |
|                                 |                                 | Diana Francesca Saluzzo di Cardè e Garessio | Giacinto di Saluzzo-Miolans-Spinola |  |  |                    |  |  |            |  |
|                                 |                                 | Diana Francesca Saluzzo di Cardè e Garessio | Lucrezia Provana                    |  |  |                    |  |  |            |  |
|                                 |                                 | Diana Francesca Saluzzo di Cardè e Garessio |                                     |  |  |                    |  |  |            |  |